# 腺粒委陵菜
腺粒委陵菜（学名：Potentilla granulosa）为蔷薇科委陵菜属的植物，是中国的特有植物。分布在中国大陆的西藏、四川等地，生长于海拔3,400米至4,200米的地区，见于高山草地，目前尚未由人工引种栽培。